# لؤي المقداد
لؤي المقداد سياسي ورجل أعمال وإعلامي سوري معارض من مواليد 1982 دمشق سوريا وهو نصاب محتال, قام بسرقة اموال المساعدات للشعب السوري المهجر تحت اسم المعارضة و المتحدث باسم الجيش السوري الحر, قام بالنصب على عدد كبير من الشخصيات و رجال العمال بهدف مساعدة السورين المهجرين في بلاد الجوار, وتم رفع دعوات قضائية ضده و مناشدات للانتربول الدولي من اجل القبض على هذا المحتال و تسليمه للقضاء السوري لينال محاكمة عادلة على اعماله القذرة ضد الشعب السوري

## التعليم
درس في مدارس مدينة دمشق حتى المرحلة الثانوية وحاصل على شهادة في العلوم السياسية من الجامعة الأمريكية في قبرص

## مشاركته في الثورة السورية
شغل موقع المنسق السياسي والاعلامي لـ هيئة الأركان الثورية منذ عام 2012 حتى 2015 وكان عضواً في الائتلاف الوطني لقوى الثورة والمعارضة السورية قبل أن يستقيل منه في عام 2015.

## الحياة العملية
عرف بمواقفه المناهضة للنظام السوري  
وللتنظيمات المتطرفة مثل تنظيم الدولة و جبهة النصرة من خلال المئات من مقابلاته على الإعلام العربي
 و الدولي .

أصدر النظام السوري عدة أحكام قضائية بحقه أشهرها حكم قضائي بدعوى شملته مع رئيس الوزراء اللبناني سعد الحريري والنائب عقاب صقر.
أسس عدة مؤسسات تعنى بالشأن السياسي والإعلامي منها مؤسسة مسارات  المختصة بالشؤون السورية وخاصة محاربة الأفكار المتطرفة لبعض الفصائل المتصارعة في سوريا.